# سرنین
سرنین (به لاتین: Srnín) یک منطقهٔ مسکونی در جمهوری چک است که در ناحیه تشسکی کروملوو واقع شده‌است. سرنین ۶٫۷۱ کیلومتر مربع مساحت و ۳۲۱ نفر جمعیت دارد و ۵۴۰ متر بالاتر از سطح دریا واقع شده‌است.